# 一家だんらん物語
『一家だんらん物語』（いっかだんらんものがたり）は、1986年8月23日から同年9月27日まで、TBS系列で毎週土曜21:00～21:54に放送されたホームドラマである。
下町の青果店一家の三兄弟を中心に一家に起こる様々な出来事が、ホームコメディタッチで描かれた。

## あらすじ
下町の青果店一家の長男・勝一郎は見合い相手に次々とふられ、近所の自動車修理工場で働く次男・栄二郎はエアロビクスの先生に夢中。三男・時三郎は、女子大生の知美のことが気になって仕方がない。そんな中、突然、長女の美津子が子連れで出戻ってくる。

## キャスト
- 長男・勝一郎 - 三宅裕司
- 次男・栄二郎 - 陣内孝則
- 三男・時三郎 - 石黒賢
- 母・弥生 - 赤木春恵
- 長女・美津子 - 中田喜子
- エアロビクス講師・杏子 - 菅野玲子
- 女子大生・知美 - 児島未知瑠
- 植木等
- 東てる美
- 市川夏江、ほか

## サブタイトル
- 1「嫁に来ないか」8月23日放送
- 2「アニキの女に舌入れて」8月30日放送
- 3「チョットだけ新婚気分」9月6日放送
- 4「みんな誰かを愛してる」9月13日放送
- 5「母ちゃんの嫁入り」9月20日放送
- 6「僕達八百屋三兄弟」（最終回）9月27日放送

## スタッフ
- 制作：柳井満
- 脚本：横田与志
- 演出：大岡進、吉田秋生、ほか

## 主題歌
- 友川かずき（友川カズキ）「生きてるって言ってみろ」_CBSソニー：07SH-1814